# Cumaral (kommun)
Cumaral är en kommun i Colombia.   Den ligger i departementet Meta, i den centrala delen av landet, 90 km öster om huvudstaden Bogotá. Antalet invånare är 16 575. Arean är 580 kvadratkilometer.
Terrängen i Cumaral är platt åt sydost, men åt nordväst är den kuperad.